# Cratere Raman
Raman è un cratere lunare intitolato allo scienziato indiano Chandrasekhara Venkata Raman, vincitore del premio Nobel per la fisica nel 1930; è situato sul lato occidentale dell'altopiano nell'Oceano delle Tempeste. A sud-est confina con Herodotus e Aristarchus; a nord-est di Raman si trova il piccolo Mons Herodotus, mentre a nord-ovest vi sono i Montes Agricola.
Il cratere Raman è di forma allungata, con una formazione secondaria che si protende dal bordo sud-orientale. Le pareti interne del cratere hanno un'albedo più alta di quella del terreno circostante, il che indica che si tratta di una formazione relativamente giovane. Prima di essere battezzato ufficialmente dall'Unione Astronomica Internazionale, il cratere era denominato "Herodotus D".